# 신왕초등학교 삼산분교
연곡초등학교 삼산분교는 대한민국 강원특별자치도 강릉시 연곡면 삼산리 739에 있었던 공립 초등학교이다.

## 연혁
- 1941.07.26 퇴곡국민학교 부설 심산간이학교 설립
- 1944.05.15 삼산국민학교 설립 인가
- 1996.03.01 삼산초등학교로 개칭
- 1997.03.01 신왕초등학교 삼산분교로 격하
- 1999.09.01 연곡초등학교로 편입, 폐교.